# Hilmar Finsen
Søren Hilmar Steindór Finsen (28. januar 1824 i Kolding – 15. januar 1886) var en dansk-islandsk landshøvding, stiftamtmand og indenrigsminister.

## Uddannelse
Han var søn af herredsfoged Jón Finsen og Dorothea Cathrine f. Bruun (De Fredericia Bruuner) i dennes andet ægteskab. På fædrene side er slægten islandsk, idet hans fader var en søn af biskop Hans Finsen. Finsen, der 1841 dimitteredes fra Kolding Skole, tog 1846 juridisk embedseksamen.

## Karriere
Efter at have deltaget som auditør i Treårskrigen udnævntes han 1850 til borgmester m.v. i Sønderborg på Als, fra hvilket embede han afsattes 2. juli 1864 efter øens erobring af preusserne under den 2. slesvigske krig. Fra marts til november 1864 repræsenterede han det 4. slesvigske bydistrikt i Rigsrådets Folketing. Efter en kortere tjenstledighed beskikkedes han 8. maj 1865 til stiftamtmand på Island og blev således øens øverste stedlige embedsmand, hvilken ansvarsfulde og vanskelige post han beklædte i de følgende 18 år, til 1883, fra 1. august 1873 som landshøvding med den dermed følgende udvidede myndighed. 30. maj 1883 ombyttede Finsen dette embede med stillingen som overpræsident i København, men kaldtes allerede 27. august 1884 til indenrigsminister i ministeriet Estrup i stedet for E.V.R. Skeel. Fra denne stilling trådte han dog efter knap et års forløb (august 1885) tilbage på grund af sygdom og modtog samtidig udnævnelsen til Storkors af Dannebrog. Han døde 15. januar 1886.

## Betydning for Island
Selvom Finsen i alle sine forskellige stillinger viste sig som en både afholdt og dygtig embedsmand, fik han dog navnlig betydning ved den af ham på Island udfoldede virksomhed, hvor han foruden at lede administrationen tillige fra 1867 som kgl. kommissarius ved det 1843 som rådgivende forsamling oprettede, hvert andet år tilbagevendende Alting måtte føre forhandlingerne på regeringens vegne. Hovedopgave var løsningen af den indviklede islandske forfatningssag, som han med sin blandede dansk-islandske afstamning kunne se fra begge sider. Finsen var en væsentlig årsag til, at den danske regeringen 1867 besluttede sig til at forelægge altinget et særdeles imødekommende udkast til en forfatningslov for Island med tilhørende tilbud om ordningen af det finansielle mellemværende. Under tingets forhandlinger viste han – om end hindringerne foreløbig ikke lod sig overvinde – stor alvor og iver for at nå det bedst mulige resultat, hvilket skaffede ham forsamlingens oprigtige velvilje og befæstede den sympati, hvormed han allerede ved sin ankomst var bleven modtaget. Den goodwill Finsen opnåede i disse år beholdt han i de følgende år, selvom oppositionens bitterhed tiltog som følge af de frugtesløse altingssamlinger og nåede sit højdepunkt, da regeringen, efter at dens forskellige forslag til forfatningsspørgsmålets ordning 1867 og 1869 var blevet afvist, fik en lov om Islands forfatningsmæssige stillig vedtaget i Rigsdagen (2. januar 1871), i følge hvilken Islands særlige anliggender fastsloges, og dets årlige tilskud fra statskassen fastsattes, hvilket medførte, at mens Rigsdagens lovgivningsvirksomhed for Islands vedkommende ophørte – bortset fra rigets fælles anliggender, kunne administrationen indtil videre optræde med stor magtfuldkommenhed med hensyn til islandsk lovgivning og finansvæsen. Hvor stor magt over forhold og personer Finsen havde bevaret, viste sig i den under meget ugunstige varsler begyndte altingssamling 1873, da det lykkedes at bevæge forsamlingen til – med principiel, men faktisk kun formel fastholdelse af oppositionens fordringer – at anmode kongen om til ihukommelse af landets 1874 forestående tusindårsfest at give Island en forfatning så nær som muligt i overensstemmelse med Altingets ønsker. I henhold hertil udkom forfatningsloven for Islands særlige anliggender af 5. januar 1874, der hviler på lignende demokratisk grundlag som den danske grundlov og omtrent indrømmer, hvad regeringen siden 1867 havde tilbudt.
Befolkningen havde hos Finsen, der under kampen forstod at bevare en frejdig selvtillid og sindsligevægt, bestandig påskønnet hans hensynsfuldhed og ualmindelige arbejdskraft samt den energi, hvormed han vidste at overvinde de sproglige vanskeligheder. Såvel den smukke og værdige måde, på hvilken Finsen i jubilæumsåret under kongens ophold på øen repræsenterede Island, som den store administrative dygtighed, han navnlig fik lejlighed til at udvise i den efter forfatningslovens udstedelse følgende frugtbare lovgivningsperiode, hvor indgribende kommunale, finansielle og andre love slag i slag udkom, et tidssvarende kommunikationsvæsen etableredes m.v., skaffede ham en udelt yndest, der ved hans endelige afrejse fra Island i foråret 1883 gav sig levende udtryk. Man anerkendte almindelig hans store fortjenester ved gennemførelsen af den nye statsordning, hvormed er fulgt ordningen af de finansielle forhold, så at der skaffedes landskassen et anseligt reservefond, og en delvis forlæggelse af tyngdepunktet for det islandske lovgivningsinitiativ til landshøvdingskontoret.

## Familie
Hans hustru, som han havde ægtet 25. september 1859, var Olufa f. Bojesen, datter af overinspektør ved Københavns fattigvæsen Severin Adrian Bojesen. Børn:
1. Ragnhild Finsen (1858-1880), gift med kontreadmiral Hans Henrik "Henni" Koch (1836-1903).
2. John "Jon" Finsen; dommer (1860-1930), gift med Nanna Mathilde Meyer (1863-1964) og forældre til arkitekterne Arne Finsen (1890-1945) og Helge Hilmar Finsen (1897-1976).
3. Olaf Finsen (1861-1920), gift med Inge Bojesen (1866-1961).
4. Arne Finsen (1864-1882).
5. Anna Hilma Finsen (1868-1954), gift med overretssagfører i Arendal Isaac Kallevig von Kløcker.
6. Olufa "Nulle" Finsen (1869-1950), forfatterinde.